# Großdolmen im Forst Poggendorf
Die drei Großdolmen im Forst Poggendorf liegen auf dem Gebiet der Gemeinde Süderholz im Landkreis Vorpommern-Rügen in Mecklenburg-Vorpommern. Sie wurden 1969 von Ewald Schuldt ausgegraben. Sie tragen die Sprockhoff-Nr. 525 und 526. Die dritte Anlage hat keine Spr.-Nr. Die Megalithanlagen der Trichterbecherkultur (TBK), entstanden zwischen 3500 und 2800 v. Chr. „Neolithische Monumente sind Ausdruck der Kultur und Ideologie jungsteinzeitlicher Gesellschaften. Ihre Entstehung und Funktion gelten als Kennzeichen der sozialen Entwicklung“.
In dem breiteren Teilstück des etwa 10 km langen Poggendorfer Forstes, der zwischen Schmietkow im Nordwesten und Sassen im Südosten liegt, befinden sich vier Anlagen (drei wurden ausgegraben). Nahe dem nordwestlichen Waldrand, liegt Anlage 3, nahe dem südlichen die Anlage 4 und die Anlage 6 die man (alle) von Sassen oder Treuen aus erreichen kann.

## Großdolmen 3 (Spr.-Nr. 525)

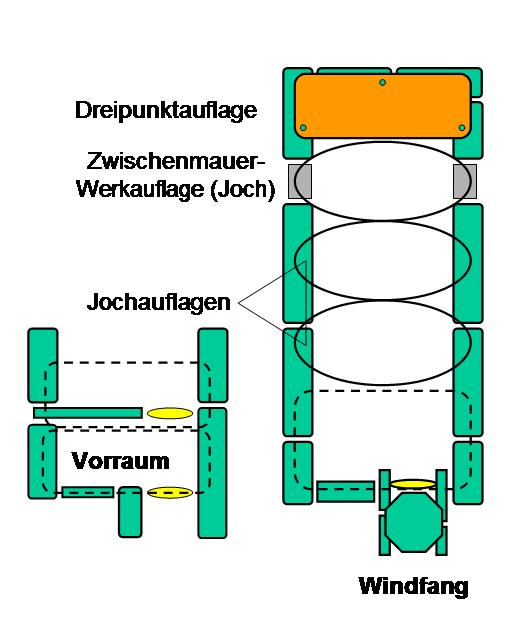
Schema Großdolmen

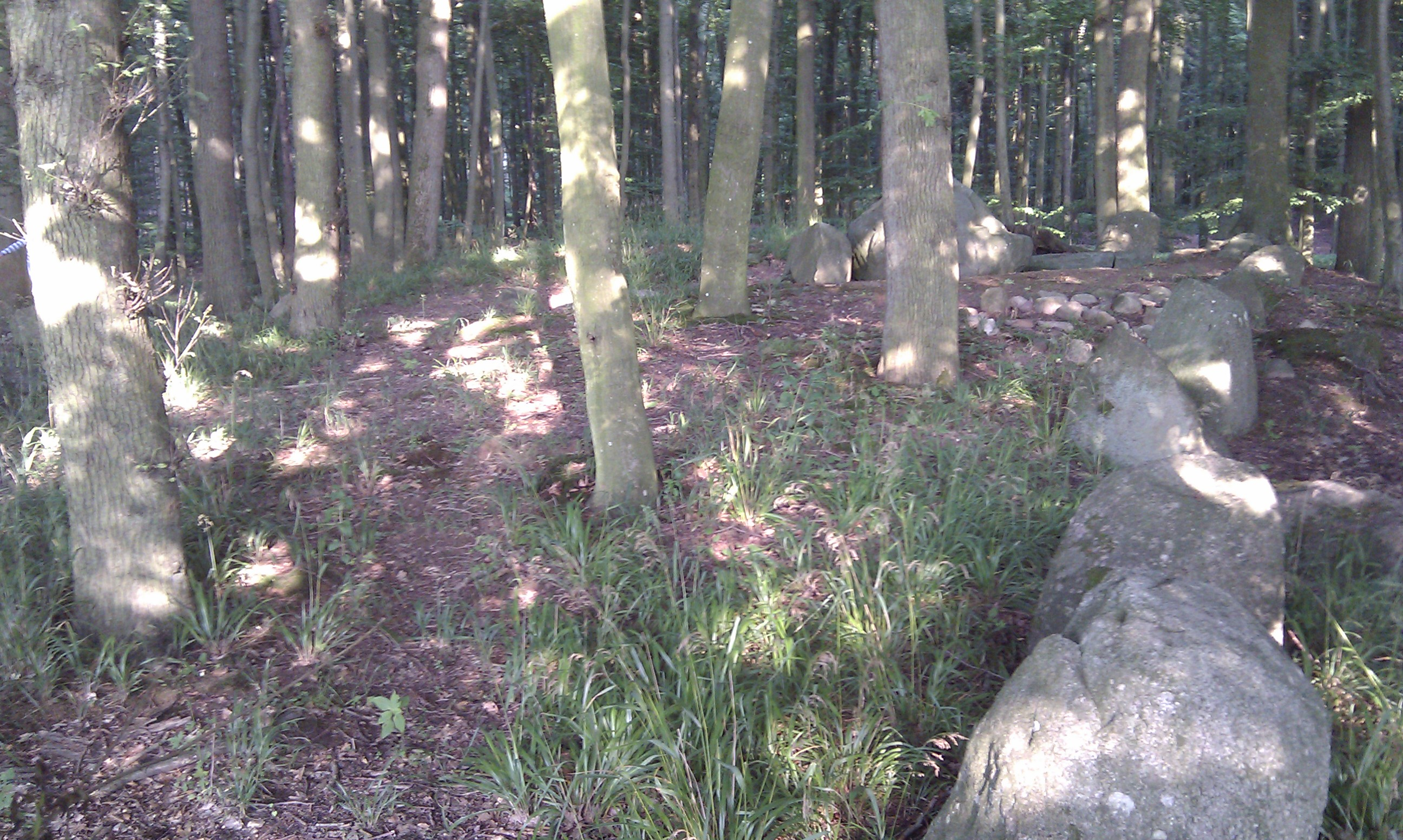
Großdolmen 3 im Hünenbett

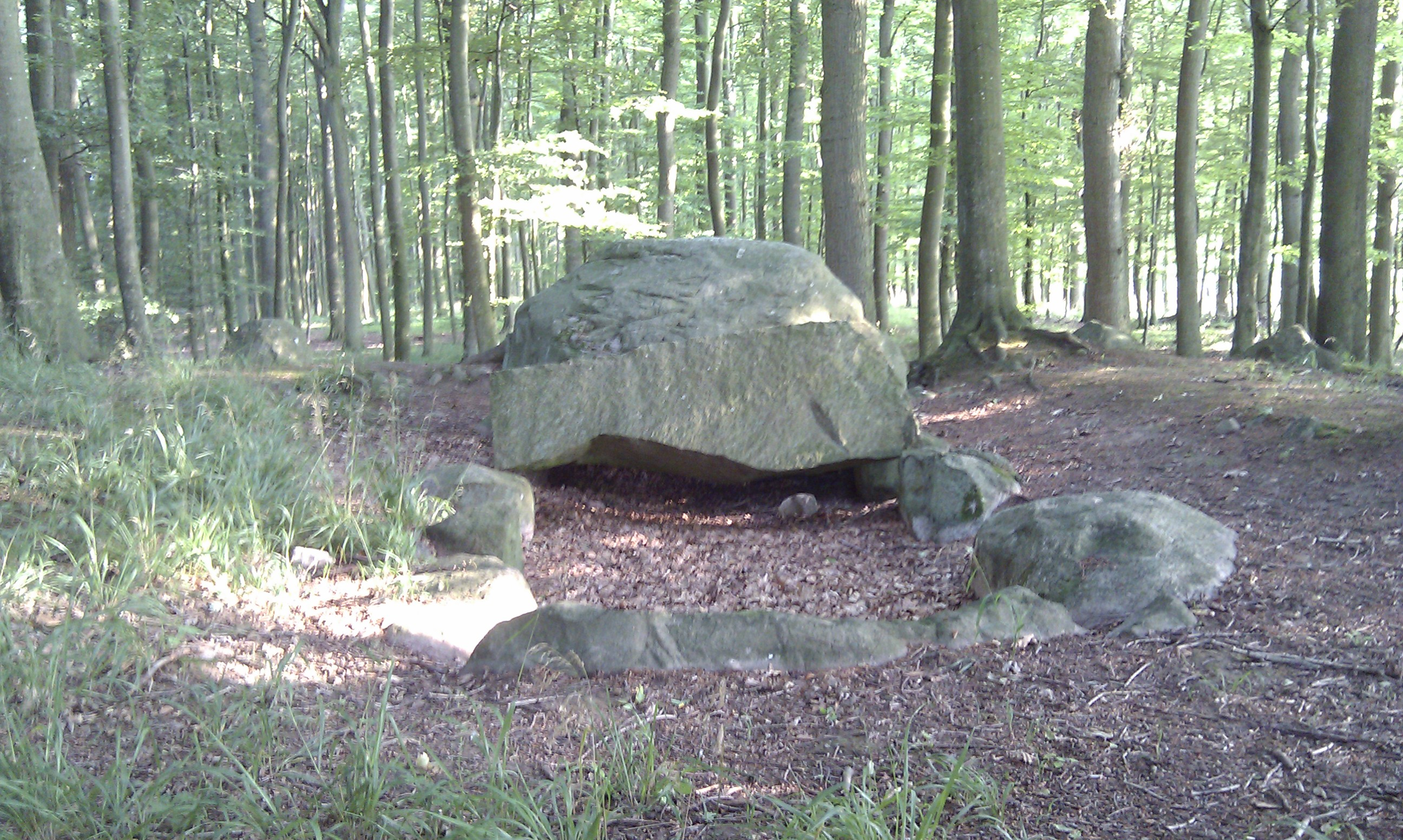
Großdolmen 3 vom Schlußstein aus gesehen

Der Großdolmen 3▼ liegt schräg in einem etwa ost-west orientierten, trapezoiden Hünenbett von etwa 30 m Länge und 11 bzw. 7,5 m Breite. Von den 46 Randsteinen (einschließlich der einst zwei Wächtersteine – einer erhalten) sind 30 erhalten. Die etwa acht Meter lange, am breiten Ende des Hünenbettes eingebaute genau nord-süd orientierte Kammer mit ihrer im Süden liegenden Vorkammer und dem Zugang besteht aus 18 Tragsteinen, auf denen sich drei mächtige und zwei kleinere Decksteine befanden. Der 1,2 m dicke südliche und ein gespaltener Rest liegen auf der Kammer, je einer der kleineren befindet sich auf der Vorkammer und dem Gang. Weitere gesprengte Reste finden sich außerhalb der Einfassung.
Bei der Untersuchung zeigte sich, dass die Anlage ein Musterbeispiel der für diese Region typischen Großdolmen mit Vorraum ist. Trotz der Beschädigungen waren im Inneren der Kammer alle baulichen Elemente erhalten. Ein 1,8 m langer Gang führte in einen Vorraum, der durch eine 1,0 m × 1,6 m große Rotsandsteinplatte und einen trägerhohen Halbstein von der eigentlichen 6,5 m langen, 2,0 m breiten und 1,6 m hohen Kammer abgetrennt war. In der Vorkammer und der Kammer wurde je ein Quartier vorgefunden. Die Dielen bestehen aus Rotsandsteinplatten geglühtem Feuerstein und durch Ausfeuerung rot geglühtem Lehmestrich. Zwei der Decksteine weisen (sechs bzw. vier) Schälchen auf.
Neben menschlichen Gebeinen, darunter sieben Schädel, wurden Holzkohle, Tierknochen und Leichenbrand gefunden sowie eine Nachnutzung durch die Träger der Einzelgrabkultur der Elb-Havel-Gruppe und der Kugelamphorenkultur festgestellt. Zu den zahlreichen Beigaben gehören 783 Scherben, 27 Querschneider, 22 Klingen, acht Schlagsteine, sechs Knochengeräte, vier Klingenkratzer, vier weitmündige und vier doppelkonisches Gefäße, vier Kugelamphoren, drei Näpfe, drei dicknackige Beile, ein Flachbeil, eine Axt mit geknicktem Nacken, ein Schmalmeißel, ein Bohrer, eine Pfeilspitze, eine doppelaxtförmige Bernsteinperle, ein tonnenförmiges Gefäß, ein hoher Topf, eine kugelige Schale und eine Schüssel.

## Großdolmen 4 (Spr.-Nr. 526)

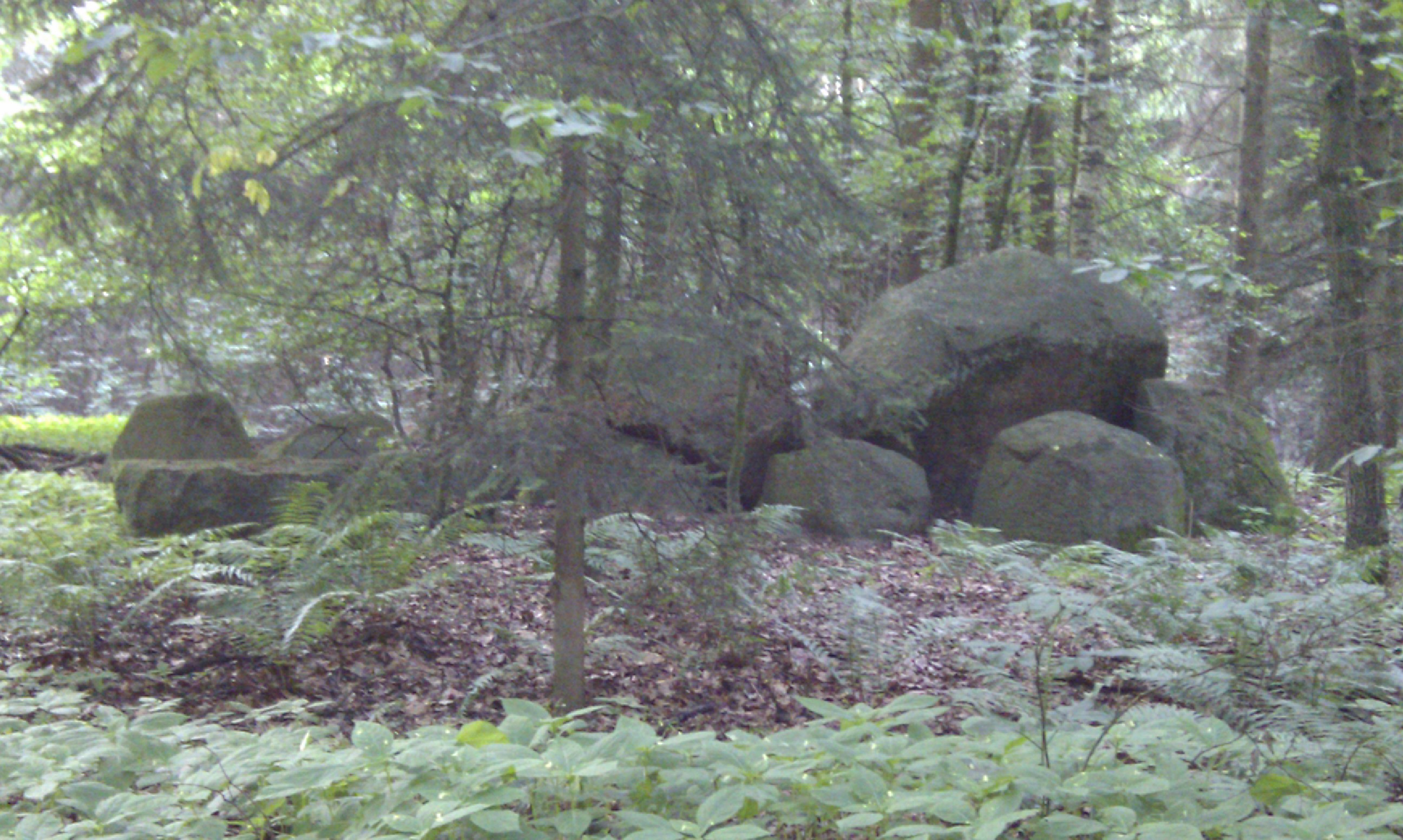
Großdolmen 1 (nach Schuldt 1970), Sprockhoff-Nr. 526

Dem aus fünf Tragsteinpaaren, zwei Schluss- und vier Decksteinen errichteten, nordost-südwest orientierten Großdolmen▼ im Rollsteinhügel fehlen lediglich ein Schluss- und ein Deckstein. Von den drei vorhandenen Decksteinen sind zwei partiell in die Kammer verstürzt, der dritte liegt gesprengt daneben. Auf einem Tragstein befinden sich 50, auf einen Deckstein drei Schälchen. Die sieben Meter lange Kammer ist 1,4 m hoch und 2,4 bzw. 2,0 m breit. Ihre Diele und die Beigaben waren nicht erhalten. Eine Nachnutzung durch die Träger der Kugelamphorenkultur ist möglich.

## Großdolmen 6 (ohne Spr.-Nr.)
Von diesem ebenfalls von E. Schuldt untersuchten Großdolmen▼ fehlen mindestens ein Trag- und ein Schlussstein. Beide Decksteine befinden sich abgeschoben an den Schmalseiten der Kammer. Archäologische Funde wurden nicht gemacht.